# Денни, Чарльз
Чарльз Денни (англ. Charles Denny; 1885 — ?) — британский велогонщик, серебряный призёр летних Олимпийских игр 1908.
На Играх 1908 в Лондоне Денни соревновался только в гонке на 100 км. Он занял второе место и получил серебряную медаль.